# Tixkin
Tixkin (en rus: Тишкин) és un poble (un khútor) de l'óblast de Rostov, a Rússia, que en el cens del 2010 tenia 78 habitants, pertany al municipi de Verkhni Pikhovkin.